# Schweizer Parlamentswahlen 1905/Resultate Nationalratswahlen

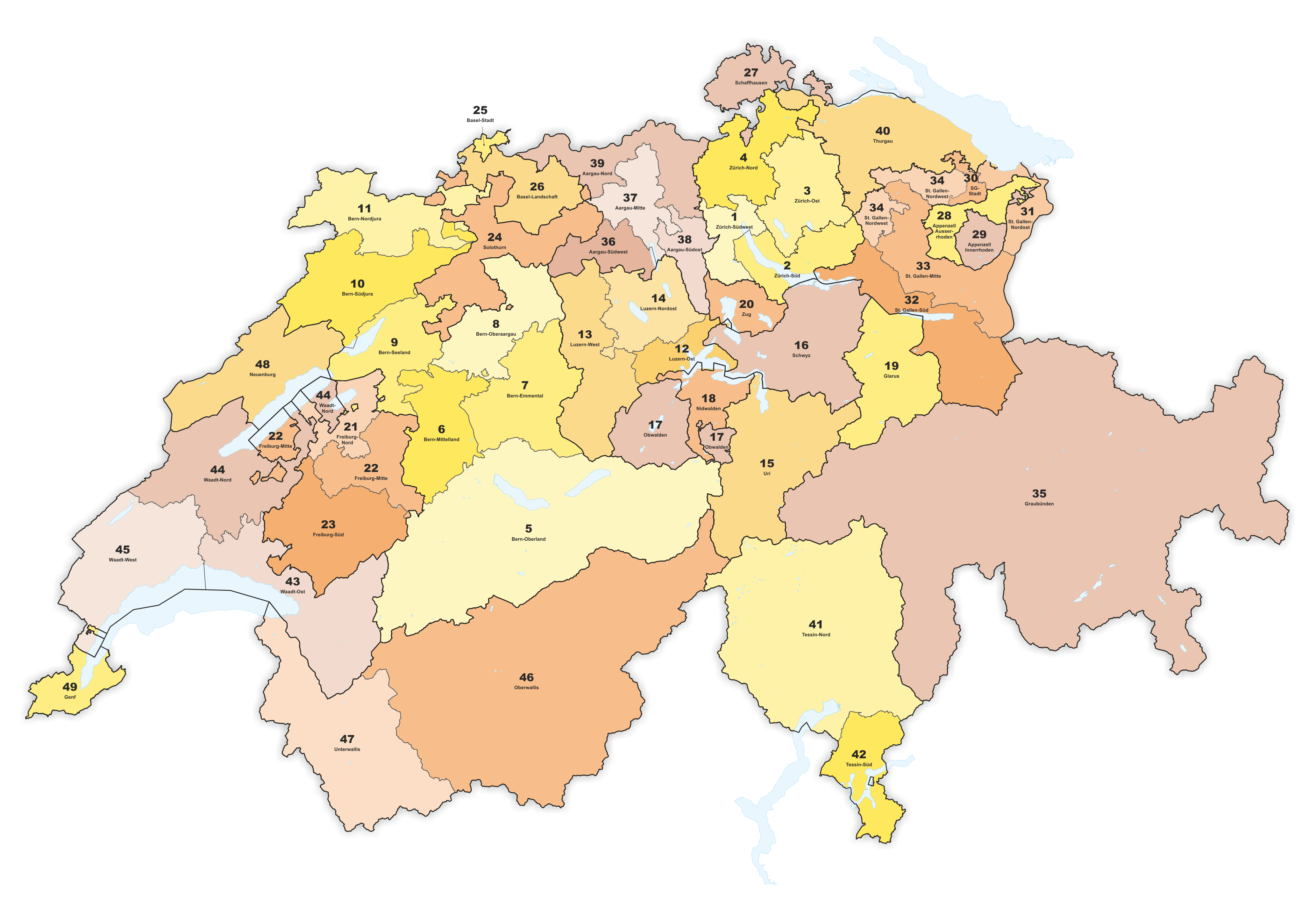
Nationalratswahlkreise von 1902 bis 1911

Die Nationalratswahlen der 20. Legislaturperiode fanden am 29. Oktober 1905 statt. Neu zu besetzen waren 167 Sitze im schweizerischen Nationalrat. Auf dieser Seite findet sich eine Übersicht über die detaillierten Resultate in den Kantonen.

## Erklärungen
Wie bei allen Wahlen vor der Einführung des heute üblichen Proporzwahlrechts im Jahr 1919 gelangte das Majorzwahlrecht zur Anwendung. Das Land war zu diesem Zweck in 49 unterschiedlich grosse Nationalratswahlkreise unterteilt, in denen ein bis neun Sitze zu vergeben waren. Angewendet wurde die so genannte romanische Mehrheitswahl, bei der ein Kandidat die absolute Mehrheit der abgegebenen Stimmen benötigte, um gewählt zu werden. Jeder Wähler hatte so viele Stimmen, wie Sitze zu vergeben waren.
- Wahlkreis: Die Wahlkreise waren fortlaufend nummeriert, geordnet nach der Reihenfolge der Kantone in der schweizerischen Bundesverfassung. Aufgrund der wechselnden Anzahl Wahlkreise im Laufe der Jahre erhielten manche mehrmals eine neue Nummer. Deshalb besitzen die weiterführenden Artikel ein Lemma mit einer inoffiziellen geographischen Bezeichnung.
- Gewählte Kandidaten sind fett markiert, nicht gewählte Kandidaten sind kursiv markiert

## Parteien
Eine Zuordnung von Kandidaten zu Parteien und politischen Gruppierungen ist (mit Ausnahme der Freisinnigen und Sozialdemokraten) nur bedingt möglich, da sie nicht auf offiziellen Parteilisten kandidierten. Der politischen Wirklichkeit des frühen 20. Jahrhunderts entsprechend kann man eher von Parteiströmungen oder -richtungen sprechen. Die verwendeten Parteibezeichnungen sind daher eine ideologische Einschätzung.
- FDP = Freisinnig-Demokratische Partei
- LM = Liberale Mitte (Liberale, Liberaldemokraten)
- KK = Katholisch-Konservative
- ER = Evangelische Rechte (evangelische/reformierte Konservative)
- DL = Demokratische Linke (sozialpolitische Gruppe, Demokratische Partei)
- SP = Sozialdemokratische Partei
- BVP = Bernische Volkspartei

## Ergebnisse der Nationalratswahlen

### Kanton Aargau (10 Sitze)
| Wahlkreis | Sitze | Datum            | Wahlbe- rechtigte | Anzahl Wählende | Wahlbe- teiligung | Gewählte und Nichtgewählte                                                  | Partei    | Stimmen                     | Anteil                      |
| --------- | ----- | ---------------- | ----------------- | --------------- | ----------------- | --------------------------------------------------------------------------- | --------- | --------------------------- | --------------------------- |
| Nr. 36    | 3     | 29. Oktober 1905 | 11 697            | 9 884           | 84,5 %            | Arnold Künzli Johann Rudolf Suter Jakob Lüthy                               | FDP FDP   | 07 624 07 565 07 042        | 85,2 % 84,6 % 78,7 %        |
| Nr. 37    | 3     | 29. Oktober 1905 | 13 086            | 10 852          | 82,9 %            | Hans Müri Conradin Zschokke Max Alphonse Erismann                           | FDP FDP   | 08 475 08 402 07 770        | 88,2 % 87,5 % 80,9 %        |
| Nr. 38    | 1     | 29. Oktober 1905 | 6 088             | 4 561           | 74,9 %            | Jakob Nietlispach                                                           | KK        | 03 561                      | 98,3 %                      |
| Nr. 39    | 3     | 29. Oktober 1905 | 16 054            | 13 634          | 84,9 %            | Emil Albert Baldinger Franz Xaver Eggspühler Friedrich Brunner Joseph Jäger | LM KK FDP | 10 711 10 692 06 934 06 261 | 83,0 % 82,8 % 53,7 % 48,5 % |

### Kanton Appenzell Ausserrhoden (3 Sitze)
| Wahlkreis | Sitze | Datum            | Wahlbe- rechtigte | Anzahl Wählende | Wahlbe- teiligung | Gewählte und Nichtgewählte                            | Partei  | Stimmen           | Anteil               |
| --------- | ----- | ---------------- | ----------------- | --------------- | ----------------- | ----------------------------------------------------- | ------- | ----------------- | -------------------- |
| Nr. 28    | 3     | 29. Oktober 1905 | 13 499            | 8 398           | 62,2 %            | Arthur Eugster Johann Konrad Eisenhut Hermann Altherr | FDP FDP | 6 596 6 355 5 857 | 95,4 % 91,9 % 84,7 % |

### Kanton Appenzell Innerrhoden (1 Sitz)
| Wahlkreis | Sitze | Datum            | Wahlbe- rechtigte | Anzahl Wählende | Wahlbe- teiligung | Gewählte und Nichtgewählte            | Partei | Stimmen     | Anteil        |
| --------- | ----- | ---------------- | ----------------- | --------------- | ----------------- | ------------------------------------- | ------ | ----------- | ------------- |
| Nr. 29    | 1     | 29. Oktober 1905 | 2 977             | 2 345           | 78,8 %            | Karl Justin Sonderegger Adolf Steuble | LM KK  | 1 479 0 519 | 67,0 % 23,5 % |

### Kanton Basel-Landschaft (3 Sitze)
| Wahlkreis | Sitze | Datum            | Wahlbe- rechtigte | Anzahl Wählende | Wahlbe- teiligung | Gewählte und Nichtgewählte                  | Partei | Stimmen           | Anteil               |
| --------- | ----- | ---------------- | ----------------- | --------------- | ----------------- | ------------------------------------------- | ------ | ----------------- | -------------------- |
| Nr. 26    | 3     | 29. Oktober 1905 | 14 484            | 4 543           | 31,4 %            | Albert Schwander Jakob Buser Johannes Suter | DL FDP | 3 947 3 823 3 750 | 97,3 % 94,2 % 92,4 % |

### Kanton Basel-Stadt (6 Sitze)
| Wahlkreis | Sitze | Datum                          | Wahlbe- rechtigte | Anzahl Wählende | Wahlbe- teiligung | Gewählte und Nichtgewählte | Partei                         | Stimmen                                                           | Anteil                                                                       |
| --------- | ----- | ------------------------------ | ----------------- | --------------- | ----------------- | --- | ------------------------------ | ----------------------------------------------------------------- | ---------------------------------------------------------------------------- |
| Nr. 25    | 6     | 29. Oktober 1905               | 20 133            | 10 832          | 53,8 %            | Johann Emil Müry Paul Speiser Isaak Iselin-Sarasin Heinrich David Alfred Brüstlein Emil Göttisheim Johannes Frei Otto Zoller Edmund Kern Wilhelm Vischer Ernst Feigenwinter | FDP LM FDP SP FDP SP FDP LM KK | 6 066 4 660 4 605 4 284 3 925 3 477 3 367 2 939 2 888 2 803 1 702 | 56,2 % 43,2 % 42,7 % 39,7 % 36,4 % 32,2 % 31,2 % 27,2 % 26,7 % 25,9 % 15,7 % |
| Nr. 25    | 6     | 6. November 1905 (2. Wahlgang) | 20 133            | 10 494          | 52,1 %            | Heinrich David Isaak Iselin-Sarasin Paul Speiser Emil Göttisheim Alfred Brüstlein Johannes Frei                                                                             | FDP LM FDP SP                  | 6 342 6 207 6 163 6 111 4 917 4 117                               | 60,4 % 59,1 % 58,7 % 58,2 % 46,8 % 39,2 %                                    |

### Kanton Bern (29 Sitze)
| Wahlkreis | Sitze | Datum                          | Wahlbe- rechtigte | Anzahl Wählende | Wahlbe- teiligung | Gewählte und Nichtgewählte                                                                                       | Partei                       | Stimmen                                   | Anteil                                           |
| --------- | ----- | ------------------------------ | ----------------- | --------------- | ----------------- | --- | ---------------------------- | ----------------------------------------- | ------------------------------------------------ |
| Nr. 5     | 5     | 29. Oktober 1905               | 24 113            | 10 168          | 42,2 %            | Emil Lohner Arnold Gottlieb Bühler Johann Jakob Rebmann Johann Friedrich Michel Johannes Ritschard Samuel Scherz | FDP FDP SP                   | 7 184 7 097 6 753 6 419 6 190 4 289       | 70,6 % 69,7 % 66,4 % 63,1 % 60,8 % 42,1 %        |
| Nr. 6     | 6     | 29. Oktober 1905               | 28 726            | 11 818          | 41,1 %            | Johann Hirter Johann Jenny Edmund von Steiger Ernst Wyss Friedrich Bürgi Eugen Huber Friedrich Schneeberger      | FDP FDP ER FDP SP            | 8 298 8 237 8 134 8 098 8 084 7 968 3 813 | 70,2 % 69,6 % 68,8 % 68,5 % 68,4 % 67,4 % 32,2 % |
| Nr. 7     | 4     | 29. Oktober 1905               | 17 680            | 7 376           | 41,7 %            | Fritz Zumstein Fritz Bühlmann Johann Jakob Schär Adolf Müller Johann Bigler Hermann Kistler                      | FDP FDP SP                   | 6 301 6 267 6 194 5 053 1 652 0 551       | 85,4 % 84,9 % 83,9 % 68,5 % 22,3 % 07,4 %        |
| Nr. 8     | 4     | 29. Oktober 1905               | 19 361            | 9 970           | 51,5 %            | Arnold Gugelmann Michael Hofer Ulrich Dürrenmatt Friedrich Buri Gustav Müller Niklaus Morgenthaler               | FDP FDP BVP sonst. SP sonst. | 8 120 6 803 4 877 4 741 2 442 1 289       | 84,1 % 68,2 % 48,9 % 47,5 % 24,4 % 12,9 %        |
| Nr. 8     | 4     | 5. November 1905 (2. Wahlgang) | 19 319            | 10 357          | 53,6 %            | Ulrich Dürrenmatt Friedrich Buri Niklaus Morgenthaler                                                            | BVP FDP sonst.               | 6 363 5 108 3 095                         | 61,4 % 49,3 % 29,8 %                             |
| Nr. 9     | 4     | 29. Oktober 1905               | 17 952            | 9 304           | 51,8 %            | Eduard Bähler Jakob Freiburghaus Johannes Zimmermann Eduard Will Gottfried Reimann                               | FDP FDP SP                   | 6 127 5 868 5 763 5 736 3 615             | 65,8 % 63,0 % 61,9 % 61,6 % 38,8 %               |
| Nr. 10    | 3     | 29. Oktober 1905               | 13 014            | 4 512           | 34,7 %            | Virgile Rossel Albert Gobat Albert Locher Charles Schweizer                                                      | FDP FDP SP                   | 3 604 3 545 3 445 0 841                   | 79,8 % 78,5 % 76,3 % 18,6 %                      |
| Nr. 11    | 3     | 29. Oktober 1905               | 11 388            | 7 280           | 63,9 %            | Joseph Choquard Ernest Daucourt Henri Simonin Fritz Wysshar                                                      | KK KK FDP SP                 | 4 612 4 284 2 898 0 872                   | 63,3 % 58,8 % 39,8 % 11,9 %                      |
| Nr. 11    | 3     | 5. November 1905 (2. Wahlgang) | 11 414            | 3 628           | 31,8 %            | Henri Simonin | FDP                          | 3 320                                     | 91,5 %                                           |

### Kanton Freiburg (6 Sitze)
| Wahlkreis | Sitze | Datum            | Wahlbe- rechtigte | Anzahl Wählende | Wahlbe- teiligung | Gewählte und Nichtgewählte           | Partei | Stimmen     | Anteil        |
| --------- | ----- | ---------------- | ----------------- | --------------- | ----------------- | ------------------------------------ | ------ | ----------- | ------------- |
| Nr. 21    | 2     | 29. Oktober 1905 | 9 827             | 3 422           | 34,8 %            | Constant Dinichert Louis de Diesbach | FDP KK | 3 185 3 151 | 95,5 % 94,5 % |
| Nr. 22    | 2     | 29. Oktober 1905 | 10 228            | 3 731           | 36,5 %            | Aloys Bossy Vincent Gottofrey        | KK KK  | 3 499 3 490 | 96,1 % 95,8 % |
| Nr. 23    | 2     | 29. Oktober 1905 | 11 588            | 4 239           | 36,6 %            | Alphonse Théraulaz Eugène Grand      | KK KK  | 4 051 3 991 | 97,7 % 96,3 % |

### Kanton Genf (7 Sitze)
| Wahlkreis | Sitze | Datum                           | Wahlbe- rechtigte | Anzahl Wählende | Wahlbe- teiligung | Gewählte und Nichtgewählte | Partei               | Stimmen                                                                                                  | Anteil                                                                                                   |
| --------- | ----- | ------------------------------- | ----------------- | --------------- | ----------------- | --- | -------------------- | --- | --- |
| Nr. 49    | 7     | 29. Oktober 1905                | 25 616            | 13 140          | 51,3 %            | Alfred Vincent Henri Fazy Gustave Ador Édouard Odier Jacques Rutty Marc-Joseph Bonnet Théodore Fontana Marc-Eugène Ritzchel Adrien Babel Jules Perréard Jean Sigg Adrien Wyss John Renaud Jean-Frédéric Schäfer François Taponnier | FDP FDP LM KK FDP SP | 10 636 10 452 10 417 10 363 06 259 06 178 06 041 04 749 04 664 04 566 02 252 02 082 01 996 01 990 01 967 | 81,2 % 79,8 % 79,5 % 79,1 % 47,8 % 47,1 % 46,1 % 36,2 % 35,6 % 34,8 % 17,2 % 15,9 % 15,2 % 15,2 % 15,0 % |
| Nr. 49    | 7     | 12. November 1905 (2. Wahlgang) | 25 668            | 12 690          | 49,4 %            | Jacques Rutty Marc-Joseph Bonnet Théodore Fontana Marc-Eugène Ritzchel Adrien Babel Jules Perréard Jean Sigg Adrien Wyss John Renaud                                                                                               | LM LM KK FDP SP      | 06 348 06 327 06 155 04 756 04 620 04 579 01 610 01 495 01 475                                           | 50,0 % 49,8 % 48,5 % 37,4 % 36,4 % 36,0 % 12,6 % 11,7 % 11,6 %                                           |

### Kanton Glarus (2 Sitze)
| Wahlkreis | Anzahl Sitze | Datum            | Wahlbe- rechtigte | Anzahl Wählende | Wahlbe- teiligung | Gewählte und Nichtgewählte | Partei | Stimmen     | Anteil        |
| --------- | ------------ | ---------------- | ----------------- | --------------- | ----------------- | -------------------------- | ------ | ----------- | ------------- |
| Nr. 19    | 2            | 29. Oktober 1905 | 8 218             | 4 113           | 50,1 %            | Eduard Blumer David Legler | DL DL  | 3 572 3 301 | 95,8 % 88,5 % |

### Kanton Graubünden (5 Sitze)
| Wahlkreis | Sitze | Datum            | Wahlbe- rechtigte | Anzahl Wählende | Wahlbe- teiligung | Gewählte und Nichtgewählte                                                       | Partei            | Stimmen                            | Anteil                             |
| --------- | ----- | ---------------- | ----------------- | --------------- | ----------------- | -------------------------------------------------------------------------------- | ----------------- | ---------------------------------- | ---------------------------------- |
| Nr. 35    | 5     | 29. Oktober 1905 | 24 374            | 12 948          | 53,1 %            | Johann Anton Caflisch Alfred von Planta Eduard Walser Johann Schmid Andrea Vital | FDP LM FDP KK FDP | 10 414 10 346 10 238 10 112 10 013 | 85,5 % 84,9 % 84,0 % 83,0 % 82,2 % |

### Kanton Luzern (7 Sitze)
| Wahlkreis | Sitze | Datum                           | Wahlbe- rechtigte | Anzahl Wählende | Wahlbe- teiligung | Gewählte und Nichtgewählte                                              | Partei        | Stimmen                       | Anteil                             |
| --------- | ----- | ------------------------------- | ----------------- | --------------- | ----------------- | ----------------------------------------------------------------------- | ------------- | ----------------------------- | ---------------------------------- |
| Nr. 12    | 3     | 29. Oktober 1905                | 13 480            | 10 150          | 75,3 %            | Peter Knüsel Franz Bucher Hermann Heller Vinzenz Fischer Josef Albisser | FDP FDP KK SP | 4 479 4 385 4 102 3 080 2 716 | 45,7 % 44,8 % 41,9 % 31,4 % 27,7 % |
| Nr. 12    | 3     | 12. November 1905 (2. Wahlgang) | 13 485            | 11 738          | 87,0 %            | Peter Knüsel Hermann Heller Franz Bucher Vinzenz Fischer Josef Albisser | FDP FDP KK SP | 6 026 5 891 5 864 5 679 5 635 | 51,3 % 50,1 % 49,9 % 48,3 % 48,0 % |
| Nr. 13    | 2     | 29. Oktober 1905                | 11 000            | 6 622           | 60,2 %            | Theodor Schmid Candid Hochstrasser                                      | KK KK         | 5 419 5 370                   | 94,9 % 94,0 %                      |
| Nr. 14    | 2     | 29. Oktober 1905                | 12 444            | 7 320           | 58,8 %            | Dominik Fellmann Josef Anton Schobinger                                 | KK KK         | 5 493 5 491                   | 93,7 % 93,7 %                      |

### Kanton Neuenburg (6 Sitze)
| Wahlkreis | Sitze | Datum                          | Wahlbe- rechtigte | Anzahl Wählende | Wahlbe- teiligung | Gewählte und Nichtgewählte                                                                                              | Partei        | Stimmen                                   | Anteil                                           |
| --------- | ----- | ------------------------------ | ----------------- | --------------- | ----------------- | --- | ------------- | ----------------------------------------- | ------------------------------------------------ |
| Nr. 48    | 6     | 29. Oktober 1905               | 30 999            | 14 340          | 46,3 %            | Louis-Alexandre Martin Paul-Ernest Mosimann Louis Perrier Jules-Albert Piguet Henri Calame Jules Calame Jacob Schweizer | FDP FDP LM SP | 7 467 7 427 7 400 7 346 7 215 5 431 3 000 | 52,7 % 52,4 % 52,2 % 51,8 % 50,9 % 38,3 % 21,1 % |
| Nr. 48    | 6     | 5. November 1905 (2. Wahlgang) | 30 601            | 5 462           | 17,9 %            | Jules Calame | LM            | 5 326                                     | 97,5 %                                           |

### Kanton Nidwalden (1 Sitz)
| Wahlkreis | Sitze | Datum            | Wahlbe- rechtigte | Anzahl Wählende | Wahlbe- teiligung | Gewählte und Nichtgewählte | Partei | Stimmen | Anteil |
| --------- | ----- | ---------------- | ----------------- | --------------- | ----------------- | -------------------------- | ------ | ------- | ------ |
| Nr. 18    | 1     | 29. Oktober 1905 | 3 082             | 1 103           | 35,8 %            | Karl Niederberger          | KK     | 1 001   | 95,0 % |

### Kanton Obwalden (1 Sitz)
| Wahlkreis | Anzahl Sitze | Datum            | Wahlbe- rechtigte | Anzahl Wählende | Wahlbe- teiligung | Gewählte und Nichtgewählte | Partei | Stimmen | Anteil |
| --------- | ------------ | ---------------- | ----------------- | --------------- | ----------------- | -------------------------- | ------ | ------- | ------ |
| Nr. 17    | 1            | 29. Oktober 1905 | 4 010             | 814             | 20,3 %            | Peter Anton Ming           | KK     | 708     | 94,4 % |

### Kanton Schaffhausen (2 Sitze)
| Wahlkreis | Sitze | Datum            | Wahlbe- rechtigte | Anzahl Wählende | Wahlbe- teiligung | Gewählte und Nichtgewählte                     | Partei     | Stimmen           | Anteil               |
| --------- | ----- | ---------------- | ----------------- | --------------- | ----------------- | ---------------------------------------------- | ---------- | ----------------- | -------------------- |
| Nr. 27    | 2     | 29. Oktober 1905 | 8 936             | 8 578           | 96,0 %            | Robert Grieshaber Carl Spahn Hermann Schlatter | FDP FDP SP | 4 752 4 709 1 426 | 78,0 % 77,3 % 23,4 % |

### Kanton Schwyz (3 Sitze)
| Wahlkreis | Sitze | Datum            | Wahlbe- rechtigte | Anzahl Wählende | Wahlbe- teiligung | Gewählte und Nichtgewählte                                     | Partei    | Stimmen           | Anteil               |
| --------- | ----- | ---------------- | ----------------- | --------------- | ----------------- | -------------------------------------------------------------- | --------- | ----------------- | -------------------- |
| Nr. 16    | 3     | 29. Oktober 1905 | 13 394            | 3 809           | 28,4 %            | Josef Anton Ferdinand Büeler Kaspar Knobel Vital Schwander sr. | KK FDP KK | 3 557 3 520 3 514 | 95,7 % 94,7 % 94,6 % |

### Kanton Solothurn (5 Sitze)
| Wahlkreis | Sitze | Datum            | Wahlbe- rechtigte | Anzahl Wählende | Wahlbe- teiligung | Gewählte und Nichtgewählte                                                                                 | Partei        | Stimmen                                          | Anteil                                           |
| --------- | ----- | ---------------- | ----------------- | --------------- | ----------------- | --- | ------------- | ------------------------------------------------ | ------------------------------------------------ |
| Nr. 24    | 5     | 29. Oktober 1905 | 24 710            | 14 651          | 59,3 %            | Jakob Zimmermann Albert Brosi Wilhelm Vigier Eduard Bally Franz Josef Hänggi Hans Affolter Wilhelm Fürholz | FDP FDP KK SP | 12 736 12 495 12 397 11 361 08 356 02 579 01 056 | 88,0 % 86,3 % 85,6 % 78,5 % 57,7 % 17,2 % 07,2 % |

### Kanton St. Gallen (13 Sitze)
| Wahlkreis | Sitze | Datum            | Wahlbe- rechtigte | Anzahl Wählende | Wahlbe- teiligung | Gewählte und Nichtgewählte                                             | Partei        | Stimmen                     | Anteil                      |
| --------- | ----- | ---------------- | ----------------- | --------------- | ----------------- | ---------------------------------------------------------------------- | ------------- | --------------------------- | --------------------------- |
| Nr. 30    | 3     | 29. Oktober 1905 | 12 727            | 11 162          | 87,7 %            | Karl Emil Wild J. A. Scherrer-Füllemann Albert Mächler Paul Brandt     | FDP DL FDP SP | 10 184 10 130 05 534 05 162 | 94,4 % 93,9 % 51,3 % 47,8 % |
| Nr. 31    | 3     | 29. Oktober 1905 | 12 338            | 10 844          | 87,9 %            | Johann Gebhard Lutz Heinrich Scherrer Carl Zurburg Johann Caspar Glinz | KK SP KK FDP  | 09 501 09 437 05 548 04 697 | 91,0 % 90,4 % 53,1 % 45,0 % |
| Nr. 32    | 2     | 29. Oktober 1905 | 9 073             | 8 312           | 91,6 %            | Johann Baptist Schubiger Emil Grünenfelder Johann Geel                 | KK KK FDP     | 07 389 05 093 02 666        | 93,9 % 64,7 % 33,8 %        |
| Nr. 33    | 3     | 29. Oktober 1905 | 16 097            | 13 143          | 81,7 %            | Carl Hilty Ernst Wagner Johann Jakob Bösch Heinrich Weber              | FDP FDP DL    | 12 034 11 983 08 420 03 940 | 95,9 % 95,5 % 67,1 % 31,4 % |
| Nr. 34    | 2     | 29. Oktober 1905 | 8 915             | 6 844           | 76,8 %            | Othmar Staub Thomas Holenstein sr.                                     | KK KK         | 05 137 05 125               | 91,9 % 91,7 %               |

### Kanton Tessin (7 Sitze)
| Wahlkreis | Sitze | Datum                           | Wahlbe- rechtigte | Anzahl Wählende | Wahlbe- teiligung | Gewählte und Nichtgewählte                                                             | Partei                   | Stimmen                             | Anteil                                    |
| --------- | ----- | ------------------------------- | ----------------- | --------------- | ----------------- | -------------------------------------------------------------------------------------- | ------------------------ | ----------------------------------- | ----------------------------------------- |
| Nr. 41    | 4     | 29. Oktober 1905                | 19 165            | 8 502           | 44,4 %            | Achille Borella Romeo Manzoni Giovanni Lurati Emilio Censi Mario Ferri Antonio Soldini | FDP FDP KK FDP SP sonst. | 4 067 3 912 3 711 3 385 1 531 1 207 | 47,8 % 46,0 % 43,6 % 39,8 % 18,0 % 14,1 % |
| Nr. 41    | 4     | 12. November 1905 (2. Wahlgang) | 19 187            | 9 198           | 47,9 %            | Achille Borella Giovanni Lurati Romeo Manzoni Emilio Censi                             | FDP KK FDP               | 4 290 4 089 4 066 3 890             | 46,6 % 44,4 % 44,2 % 42,2 %               |
| Nr. 42    | 3     | 29. Oktober 1905                | 21 576            | 6 754           | 31,3 %            | Alfredo Pioda Giuseppe Stoffel Giuseppe Motta                                          | FDP FDP KK               | 3 380 3 357 3 077                   | 50,0 % 49,7 % 45,5 %                      |
| Nr. 42    | 3     | 12. November 1905 (2. Wahlgang) | 21 566            | 6 737           | 31,2 %            | Giuseppe Stoffel Giuseppe Motta                                                        | FDP KK                   | 3 707 3 177                         | 55,0 % 47,1 %                             |

### Kanton Thurgau (6 Sitze)
| Wahlkreis | Sitze | Datum            | Wahlbe- rechtigte | Anzahl Wählende | Wahlbe- teiligung | Gewählte und Nichtgewählte                                                                 | Partei    | Stimmen                                   | Anteil                                    |
| --------- | ----- | ---------------- | ----------------- | --------------- | ----------------- | ------------------------------------------------------------------------------------------ | --------- | ----------------------------------------- | ----------------------------------------- |
| Nr. 40    | 6     | 29. Oktober 1905 | 26 867            | 20 619          | 76,7 %            | Emil Hofmann Carl Eigenmann Heinrich Häberlin Adolf Germann Jakob Müller Alfons von Streng | DL FDP KK | 17 625 17 469 17 415 17 341 17 331 17 014 | 96,7 % 95,9 % 95,6 % 95,2 % 95,1 % 93,4 % |

### Kanton Uri (1 Sitz)
| Wahlkreis | Sitze | Datum            | Wahlbe- rechtigte | Anzahl Wählende | Wahlbe- teiligung | Gewählte und Nichtgewählte | Partei | Stimmen | Anteil |
| --------- | ----- | ---------------- | ----------------- | --------------- | ----------------- | -------------------------- | ------ | ------- | ------ |
| Nr. 15    | 1     | 29. Oktober 1905 | 4 823             | 2 160           | 44,8 %            | Gustav Muheim              | KK     | 2 003   | 96,3 % |

### Kanton Waadt (14 Sitze)
| Wahlkreis | Sitze | Datum            | Wahlbe- rechtigte | Anzahl Wählende | Wahlbe- teiligung | Gewählte und Nichtgewählte | Partei           | Stimmen                                               | Anteil                                                         |
| --------- | ----- | ---------------- | ----------------- | --------------- | ----------------- | --- | ---------------- | ----------------------------------------------------- | -------------------------------------------------------------- |
| Nr. 43    | 7     | 29. Oktober 1905 | 30 673            | 12 487          | 40,7 %            | Charles-Eugène Fonjallaz Alois de Meuron Isaac Oyex Alphonse Dubuis Émile Gaudard Émile Vuichoud Édouard Secretan Oscar Rapin Auguste von der Aa | FDP LM FDP LM SP | 9 139 9 134 8 788 8 698 8 538 8 436 8 381 3 918 3 345 | 75,2 % 75,2 % 72,3 % 71,6 % 70,3 % 69,4 % 69,0 % 32,2 % 27,5 % |
| Nr. 44    | 4     | 29. Oktober 1905 | 22 138            | 8 225           | 37,2 %            | Camille Decoppet Ernest Rubattel Jules Roulet Jean Cavat                                                                                         | FDP FDP          | 7 349 7 348 7 256 7 184                               | 90,8 % 90,8 % 89,7 % 88,8 %                                    |
| Nr. 45    | 3     | 29. Oktober 1905 | 16 077            | 4 969           | 30,9 %            | Juste Lagier Henri Thélin Louis-Charles Delarageaz                                                                                               | FDP FDP LM       | 4 784 4 756 4 750                                     | 97,0 % 96,5 % 96,4 %                                           |

### Kanton Wallis (6 Sitze)
| Wahlkreis | Sitze | Datum            | Wahlbe- rechtigte | Anzahl Wählende | Wahlbe- teiligung | Gewählte und Nichtgewählte                                           | Partei | Stimmen                 | Anteil                      |
| --------- | ----- | ---------------- | ----------------- | --------------- | ----------------- | -------------------------------------------------------------------- | ------ | ----------------------- | --------------------------- |
| Nr. 46    | 4     | 29. Oktober 1905 | 17 758            | 10 471          | 58,9 %            | Alexander Seiler Joseph Kuntschen sr. Gustav Loretan Raymond Evéquoz | KK KK  | 9 577 9 289 9 269 9 079 | 91,5 % 88,8 % 88,6 % 86,8 % |
| Nr. 47    | 2     | 29. Oktober 1905 | 11 878            | 5 041           | 42,4 %            | Maurice Pellissier Camille Défayes                                   | KK FDP | 3 862 3 454             | 76,8 % 68,7 %               |

### Kanton Zug (1 Sitz)
| Wahlkreis | Sitze | Datum            | Wahlbe- rechtigte | Anzahl Wählende | Wahlbe- teiligung | Gewählte und Nichtgewählte | Partei | Stimmen | Anteil |
| --------- | ----- | ---------------- | ----------------- | --------------- | ----------------- | -------------------------- | ------ | ------- | ------ |
| Nr. 20    | 1     | 29. Oktober 1905 | 6 389             | 1 278           | 20,0 %            | Klemens Iten               | FDP    | 1 180   | 98,4 % |

### Kanton Zürich (22 Sitze)
| Wahlkreis | Sitze | Datum            | Wahlbe- rechtigte | Anzahl Wählende | Wahlbe- teiligung | Gewählte und Nichtgewählte | Partei                     | Stimmen | Anteil |
| --------- | ----- | ---------------- | ----------------- | --------------- | ----------------- | --- | -------------------------- | --- | --- |
| Nr. 1     | 9     | 29. Oktober 1905 | 40 920            | 30 190          | 73,8 %            | Emil Zürcher Alfred Frey Albert Studler Walter Bissegger Jakob Amsler Ulrich Meister jr. Friedrich Fritschi Jakob Lutz Theodor Frey Herman Greulich Robert Seidel Johannes Heusser Max Tobler Heinrich Lattmann Josef Albisser Johannes Sigg Bernhard Kaufmann Hans Wirz Georg Baumberger Ferdinand Affolter | DL FDP DL FDP DL FDP SP KK | 17 039 16 884 16 697 16 403 15 802 15 703 15 597 15 560 15 484 13 540 13 148 12 567 11 422 11 310 11 281 11 219 11 123 11 097 01 372 01 294 | 59,1 % 58,6 % 57,9 % 56,9 % 54,8 % 54,5 % 54,1 % 54,0 % 53,7 % 47,0 % 45,6 % 43,6 % 39,6 % 39,2 % 39,1 % 38,9 % 38,6 % 38,5 % 04,7 % 04,4 % |
| Nr. 2     | 5     | 29. Oktober 1905 | 22 687            | 13 613          | 60,0 %            | Johann Rudolf Amsler Heinrich Hess Johann Jakob Abegg Samuel Wanner Heinrich Berchtold Herman Greulich | FDP DL LM FDP LM SP        | 09 145 09 097 09 065 08 857 08 042 03 059                                                                                                   | 82,3 % 81,9 % 81,6 % 79,7 % 72,4 % 27,5 %                                                                                                   |
| Nr. 3     | 5     | 29. Oktober 1905 | 23 516            | 19 020          | 80,9 %            | Rudolf Geilinger Emil Stadler sr. Albert Kündig Eduard Sulzer Friedrich Ottiker Friedrich Studer Bernhard Kaufmann | DL FDP DL FDP DL SP        | 15 250 14 812 14 739 11 324 10 835 07 002 05 744                                                                                            | 87,0 % 84,5 % 84,1 % 64,6 % 61,8 % 39,9 % 32,7 %                                                                                            |
| Nr. 4     | 3     | 29. Oktober 1905 | 14 060            | 10 629          | 75,6 %            | Konrad Hörni Jakob Walder David Ringger Friedrich Bopp | DL DL                      | 07 334 07 245 04 328 03 655 | 87,7 % 86,6 % 51,7 % 43,7 % |

## Ersatzwahlen bis 1908
Aufgrund von Vakanzen während der darauf folgenden 20. Legislaturperiode fanden in 13 Wahlkreisen 17 Ersatzwahlen statt.
| Wahlkreis / Kanton | Ersatz für                    | Datum                          | Wahlbe- rechtigte | Anzahl Wählende | Wahlbe- teiligung | Gewählte und Nichtgewählte                | Partei    | Stimmen              | Anteil               |
| ------------------ | ----------------------------- | ------------------------------ | ----------------- | --------------- | ----------------- | ----------------------------------------- | --------- | -------------------- | -------------------- |
| Nr. 2 (ZH)         | Heinrich Berchtold            | 28. Juli 1907                  | 23 347            | 13 060          | 55,9 %            | Karl Koller Herman Greulich               | FDP SP    | 08 179 04 761        | 62,6 % 36,5 %        |
| Nr. 6 (BE)         | Edmund von Steiger            | 17. Mai 1908                   | 29 719            | 9 470           | 31,9 %            | Gustav König Oskar Schneeberger           | ER SP     | 05 625 03 628        | 59,4 % 38,3 %        |
| Nr. 12 (LU)        | Franz Bucher                  | 14. April 1907                 | 13 955            | 4 233           | 30,3 %            | Otto Sidler                               | FDP       | 04 151               | 98,1 %               |
| Nr. 13 (LU)        | Theodor Schmid                | 14. April 1907                 | 10 924            | 2 574           | 23,6 %            | Josef Anton Balmer                        | KK        | 02 598               | 99,0 %               |
| Nr. 14 (LU)        | Josef Anton Schobinger        | 9. August 1908                 | 12 772            | 3 668           | 28,7 %            | Heinrich Walther                          | KK        | 03 626               | 98,9 %               |
| Nr. 22 (FR)        | Aloys Bossy Vincent Gottofrey | 17. März 1907                  | 10 290            | 4 395           | 42,7 %            | Charles de Wuilleret Max de Diesbach      | KK KK     | 04 156 04 076        | 94,6 % 92,7 %        |
| Nr. 24 (SO)        | Franz Josef Hänggi            | 31. Mai 1908                   | 26 051            | 12 308          | 47,2 %            | Siegfried Hartmann                        | KK        | 10 886               | 88,5 %               |
| Nr. 29 (AI)        | Karl Justin Sonderegger       | 25. November 1906              | 3 002             | 2 376           | 79,1 %            | Adolf Steuble                             | KK        | 01 662               | 70,0 %               |
| Nr. 39 (AG)        | Emil Albert Baldinger         | 3. Februar 1907                | 16 233            | 13 977          | 86,1 %            | Alfred Wyrsch Joseph Jäger Wilhelm Renold | KK FDP    | 05 820 04 976 01 905 | 41,6 % 35,6 % 13,6 % |
| Nr. 39 (AG)        | Emil Albert Baldinger         | 17. Februar 1907 (2. Wahlgang) | 16 368            | 14 107          | 86,2 %            | Alfred Wyrsch Joseph Jäger                | KK FDP    | 06 988 06 901        | 49,5 % 48,9 %        |
| Nr. 43 (VD)        | Émile Vuichoud                | 23. September 1906             | 31 586            | 13 619          | 43,1 %            | Alexandre Emery                           | LM        | 12 975               | 95,3 %               |
| Nr. 43 (VD)        | Charles-Eugène Fonjallaz      | 13. September 1908             | 32 789            | 4 074           | 12,4 %            | Félix Bonjour                             | FDP       | 08 326               | 93,9 %               |
| Nr. 44 (VD)        | Ernest Rubattel               | 20. Januar 1907                | 21 890            | 5 739           | 26,2 %            | Ernest Chuard                             | FDP       | 05 439               | 94,8 %               |
| Nr. 45 (VD)        | Louis-Charles Delarageaz      | 10. Juni 1906                  | 15 942            | 6 208           | 38,9 %            | Eugène Bugnon François-Alphonse Forel     | FDP LM    | 03 956 02 110        | 63,7 % 34,0 %        |
| Nr. 49 (GE)        | Édouard Odier                 | 10. Juni 1906                  | 24 992            | 10 745          | 43,0 %            | Théodore Turrettini Marc-Eugène Ritzchel  | LM FDP    | 06 045 03 822        | 61,2 % 38,7 %        |
| Nr. 49 (GE)        | Alfred Vincent                | 28. Oktober 1906               | 25 429            | 4 288           | 16,9 %            | Marc-Eugène Ritzchel                      | FDP       | 03 540               | 91,1 %               |
| Nr. 49 (GE)        | Théodore Fontana              | 26. Mai 1907                   | 25 608            | 9 115           | 35,6 %            | Alfred Georg François Besson Jean Sigg    | LM FDP SP | 04 569 03 161 01 099 | 50,9 % 35,2 % 12,2 % |

## Quelle
- Erich Gruner: Die Wahlen in den Schweizerischen Nationalrat 1848–1919. Band 3. Francke Verlag, Bern 1978, ISBN 3-7720-1445-3, S. 275–286.